# Art Taylor
Arthur S. Taylor, Jr. (New York, 6 april 1929 – aldaar, 6 februari 1995) was een Amerikaanse jazzdrummer.

## Biografie
Als tiener speelde Taylor in een locale band in Harlem met daarin ook de later bekend geworden musici Sonny Rollins, Jackie McLean en Kenny Drew. In 1948 had hij zijn eerste belangrijke optredens in de band van Howard McGhee (1948). Hierna werkte hij samen met Coleman Hawkins (1950–51), Buddy DeFranco (1952), Bud Powell (1953), George Wallington en Art Farmer (1954), opnieuw Powell en Wallington (1954–55), Gigi Gryce en Donald Byrd (1956). Hij leidde een eigen groep, Taylor's Wailers. In de jaren 1957-1963 toerde hij met Donald Byrd, nam hij op met Miles Davis, Gene Ammons en John Coltrane, en trad hij op met Thelonious Monk. In 1957 was hij ook lid van het kwartet van Kenny Dorham.
In 1963 verhuisde Taylor naar Europa, waar hij in Frankrijk en, later, België woonde. Hij speelde hier met lokale groepen, musici als Johnny Griffin en John Bodwin en Amerikaanse muzikanten die er op bezoek waren, zoals Dexter Gordon en Woody Shaw. In 1977 verscheen zijn boek Notes and Tones, gebaseerd op interviews met collega-muzikanten. 
Taylor keerde terug naar de States om zijn zieke moeder te helpen. Hij was actief als freelancer en begon in 1993 een nieuwe versie van zijn band Taylor's Wailers. Hij overleed in Beth Israel Hospital in Manhattan.

## Discografie

### als leider
- Taylor's Wailers (Prestige, 1957)
- Taylor's Tenors (Prestige, 1959)
- A.T.'s Delight (Blue Note, 1960)
- Mr. A.T. (Enja, 1991)
- Wailin' At The Vanguard (Verve, 1991)

### als 'sideman'
met Thelonious Monk en Sonny Rollins
- Thelonious Monk and Sonny Rollins (Prestige, 1956)

met Gene Ammons
- The Happy Blues (Prestige, 1956)
- Jammin' with Gene (Prestige, 1956)
- Funky (Prestige, 1957)
- Jammin' in Hi Fi with Gene Ammons (Prestige, 1957)
- The Big Sound (Prestige, 1958)
- Groove Blues (Prestige, 1958)
- Blue Gene (Prestige, 1958)
- Boss Tenor (Prestige, 1960)
- Velvet Soul (Prestige, 1960 [1964])
- Angel Eyes (Prestige, 1960 [1965])
- Up Tight! (Prestige, 1961)
- Boss Soul! (Prestige, 1961)

met Chris Anderson
- My Romance (Vee-Jay, 1960 [1983]),

met Dorothy Ashby
- In a Minor Groove (New Jazz, 1958)
- Hip Harp (Prestige, 1958)

met Benny Bailey
- Big Brass (Candid, 1960)

met Kenny Burrell
- All Night Long (Prestige, 1956)
- All Day Long (Prestige, 1957)
- 2 Guitars – met Jimmy Raney (Prestige, 1957)
- Just Wailin' (New Jazz, 1958) met Herbie Mann, Charlie Rouse en Mal Waldron

met Donald Byrd
- 2 Trumpets (Prestige, 1956) – met Art Farmer
- Jazz Eyes (Regent, 1957) – met John Jenkins
- Off to the Races (Blue Note, 1958)
- Byrd in Hand (Blue Note, 1959)

met Paul Chambers
- Bass on Top (1957)

met Sonny Clark
- Sonny's Crib (Blue Note, 1957)

met James Clay
- The Sound of the Wide Open Spaces!!!! (Riverside, 1960) – met David 'Fathead' Newman

met Jimmy Cleveland
- A Map of Jimmy Cleveland (Mercury, 1959)

met Arnett Cobb
- Party Time (Prestige, 1959)
- More Party Time (Prestige, 1960)
- Movin' Right Along (Prestige, 1960)

met Pepper Adams, et al.
- Baritones and French Horns (1957)

met John Coltrane
- Wheelin' & Dealin'  (1957)
- Trane's Blues  (1957)
- The Dealers (1957)
- Black Pearls (1958)
- Lush Life (1958)
- The Believer (1958)
- Settin' the Pace (1958)
- The Last Trane  (1958)
- Jazz Way Out (1958)
- Traneing In (1958)
- Soultrane (1958)
- Giant Steps (1959)
- Bahia (1964)
- Alternate Takes (1975)

met Continuum
- Mad About Tadd (1980, Palo Alto Records)[3]

met Eddie 'Lockjaw' Davis
- Goin' to the Meeting  (Prestige, 1962)

met Miles Davis
- Miles Ahead (1957)

met Walter Davis Jr.
- Davis Cup (1959)

met Kenny Dorham
- Show Boat (1960)

met Art Farmer
- The Art Farmer Septet (Prestige, 1953–54)
- When Farmer Met Gryce (Prestige, 1955) – met Gigi Gryce

met Tommy Flanagan
- Thelonica (Enja, 1982)

met Red Garland
- A Garland of Red (Prestige, 1956)
- Red Garland Revisited! (Prestige, 1957 [1969])
- The P.C. Blues (Prestige 1956–57 [1970])
- Groovy (Prestige, 1956–57)
- All Mornin' Long (Prestige, 1957)
- Soul Junction (Prestige, 1957)
- High Pressure (Prestige, 1957 [1962])
- The Red Garland Trio (Moodsville, 1958 [1960])
- All Kinds of Weather  (Prestige, 1958)
- The Red Garland Trio + Eddie "Lockjaw" Davis (Moodsville, 1959)
- Halleloo-Y'-All (Prestige, 1960)

met Matthew Gee
- Jazz by Gee (Riverside, 1956)

met Benny Golson
- Gettin' with It (New Jazz, 1959)
- Free (Argo, 1962)

- One Flight Up (Blue Note, 1964)
- The Squirrel (Blue Note, 1967 [1997])
- A Day in Copenhagen (MPS, 1969) – with Slide Hampton

met Bennie Green
- Hornful of Soul (1960)

met Johnny Griffin
- Do Nothing 'til You Hear from Me (Riverside, 1963)

met Tiny Grimes
- Tiny in Swingville (Swingville, 1959) – met Jerome Richardson

met Gigi Gryce
- Jazz Lab (Columbia, 1957) – met Donald Byrd
- Gigi Gryce and the Jazz Lab Quintet (Riverside, 1957)
- Modern Jazz Perspective (Columbia, 1957) – met Donald Byrd
- New Formulas from the Jazz Lab (RCA Victor, 1957) met Donald Byrd
- Jazz Lab (Jubilee, 1958) met Donald Byrd
- Doin' the Gigi (Uptown, 2011)

met Ernie Henry
- Presenting Ernie Henry (Riverside, 1956)

met Elmo Hope en Frank Foster
- Hope Meets Foster (Prestige, 1955)

met Milt Jackson
- Bags & Flutes (Atlantic, 1957)

met Thad Jones
- After Hours (Prestige, 1957)

met Clifford Jordan
- Cliff Jordan (Blue Note, 1957)

met Duke Jordan
- Flight to Jordan (Blue Note, 1960)

met Ken McIntyre
- Looking Ahead (New Jazz, 1960) met Eric Dolphy

met Jackie McLean
- Lights Out! (Prestige, 1956)
- 4, 5 and 6 (Prestige, 1956)
- McLean's Scene (Prestige, 1957)
- Alto Madness (Prestige, 1957)
- Strange Blues (Prestige, 1957)
- A Long Drink of the Blues (Prestige, 1957)
- Makin' the Changes (Prestige, 1957 [1959])
- Swing, Swang, Swingin' (Blue Note, 1959)
- Capuchin Swing (Blue Note, 1960)

met Lee Morgan
- Introducing Lee Morgan (1956)
- City Lights (Blue Note, 1957)
- Candy (Blue Note, 1957)

met Oliver Nelson
- Meet Oliver Nelson (New Jazz, 1959)

met Cecil Payne
- Patterns of Jazz (Savoy, 1956)

met The Prestige All Stars
- Interplay for 2 Trumpets and 2 Tenors (Prestige, 1957)

met Bud Powell
- The Amazing Bud Powell, Vol. 2 (Blue Note, 1954)

met Julian Priester
- Spiritsville (Jazzland, 1960)

met Dizzy Reece
- Blues in Trinity (1958)

met Charlie Rouse
- Takin' Care of Business (Jazzland, 1960)

met Sahib Shihab
- Jazz Sahib (Savoy, 1957)

met Horace Silver
- Silver's Blue (Columbia, 1956)

met Jimmy Smith
- Damn! (Verve, 1995)

met Johnny "Hammond" Smith
- Talk That Talk (New Jazz, 1960)
- Open House (Riverside, 1963)

met Louis Smith
- Here Comes Louis Smith (Blue Note, 1958)

met Sonny Stitt
- Stitt Meets Brother Jack (Prestige, 1962) – with Jack McDuff

met Buddy Tate
- Tate-a-Tate (Swingville, 1960) met Clark Terry

met Clark Terry
- Top and Bottom Brass (Riverside, 1959)

met Toots Thielmans
- Man Bites Harmonica! (Riverside, 1957)

met Stanley Turrentine
- ZT's Blues (1961)

met Mal Waldron
- Mal-2 (1957)

met Randy Weston
- African Cookbook (Polydor [France], 1969)
- Niles Littlebig (Polydor [France], 1969)

met Julius Watkins en Charlie Rouse
- Les Jazz Modes (Dawn, 1957)

met Kai Winding & J. J. Johnson
- The Great Kai & J. J. (Impulse!, 1960)

met Frank Wright
- Uhuru na Umoja (America, 1970)

- Bibsys: 1013299
- Biblioteca Nacional de España: XX5378467
- Bibliothèque nationale de France: cb139003092 (data)
- Gemeinsame Normdatei: 131777289
- International Standard Name Identifier: 0000 0001 2018 9072
- Library of Congress Control Number: n78071400
- MusicBrainz: 35a92228-a559-4235-99ee-bb92bb970e3e
- Nationale Bibliotheek van Tsjechië: pna2006362600
- Nationale Bibliotheek van Israël: 987007315798105171
- Nederlandse Thesaurus van Auteursnamen: 07375773X
- Réseau des bibliothèques de Suisse occidentale: 02-A003889918
- Istituto Centrale per il Catalogo Unico: UBOV671772
- SNAC: w6mw3r86
- Système universitaire de documentation: 083974474
- Virtual International Authority File: 114611010
- WorldCat: E39PBJwHdjF9CJhbyDqC3cDTHC